# Said Mustafov
Said Mustafov est un lutteur bulgare né le 13 mars 1933 et mort en 1990. Il est spécialisé en lutte libre.

## Palmarès

### Jeux olympiques
- Médaille de bronze dans la catégorie des moins de 97 kg en 1964 à Tokyo[2]

### Championnats du monde
- Médaille de bronze aux championnats du monde de 1965.
- Médaille de bronze aux championnats du monde de 1966.
- Médaille de bronze aux championnats du monde de 1967.